# سيلفا (ميزوري)
سيلفا (بالإنجليزية: Silva)‏ هي إحدى المجتمعات الفردية (غير مصنفة) في ولاية ميزوري في الولايات المتحدة الأمريكية.